# Warren County (Georgia)
Warren County is een county in de Amerikaanse staat Georgia.
De county heeft een landoppervlakte van 739 km² en telt 6.336 inwoners (volkstelling 2000). De hoofdplaats is Warrenton.